# جيم ميلر (متزحلق نوردي مزدوج)
جيم ميلر (بالإنجليزية: Jim Miller)‏ هو متزحلق نوردي مزدوج أمريكي، ولد في 20 نوفمبر 1947 في سيراكيوز في الولايات المتحدة.

## وصلات خارجية
- جيم ميلر على موقع أوليمبيديا (الإنجليزية)